# نیعه (یمن)
 نیعه  نام روستایی است در عزلهٔ (نشجی)، در ناحیهٔ (مغرب عنس)، از توابع استان اَبیَن در کشور یمن در شبه جزیره عربستان است. 
جمعیت آن ۴۸۷ نفر (۱۳ خانوار) می‌باشد.